# Monte Águila
Monte Águila  es una ciudad chilena ubicada en la Región del Biobío, en la zona central de Chile. Fue cabecera del desaparecido Ramal Monte Águila-Polcura, lo que la hace una localidad reconocida históricamente por su industria ferroviaria.Administrativamente, pertenece a la comuna de Cabrero, desde el año 1979, conforme al Decreto Ley 2.868, dictado durante el Régimen Militar. Hasta ese año, perteneció a la comuna de Yumbel.
Se localiza a 6 kilómetros al sur de Cabrero; a 52,5 km al norte de la ciudad de Los Ángeles, capital de la provincia de Biobío; a 12 kilómetros al este de la ciudad y comuna de Yumbel; a 78,2 km al sureste de Concepción, capital de la Región del Bío-Bío; y a 12 kilómetros al oeste de la localidad de Charrúa.
Según el Censo de 2017, comprende una población de 6.574 habitantes.
Desde los años 90, en la ciudad ha existido un fuerte sentimiento independentista, debido al crecimiento de su población; por la poca inversión de dinero y proyectos en el territorio por parte de la primera administración comunal en democracia, en sus primeros 20 años y por la identidad propia de la ciudad de Monte Águila, en donde sus habitantes no se identifican con la capital de su comuna, Cabrero. Por esta razón, la ciudad ha presentado dos proyectos ante la SUBDERE, con el fin de ser comuna, en los años 2006, y en el año 2015, con el apoyo de la diputada Loreto Carvajal.

## Origen del nombre
El nombre de Monte Águila tiene su origen, según el relato de indígenas de la zona que vivieron en la primera mitad del siglo XX, del lonco coyunche Ñancomahuida, cuyo nombre, en mapudungún significaba “Monte de las águilas”.

## Historia

### Orígenes

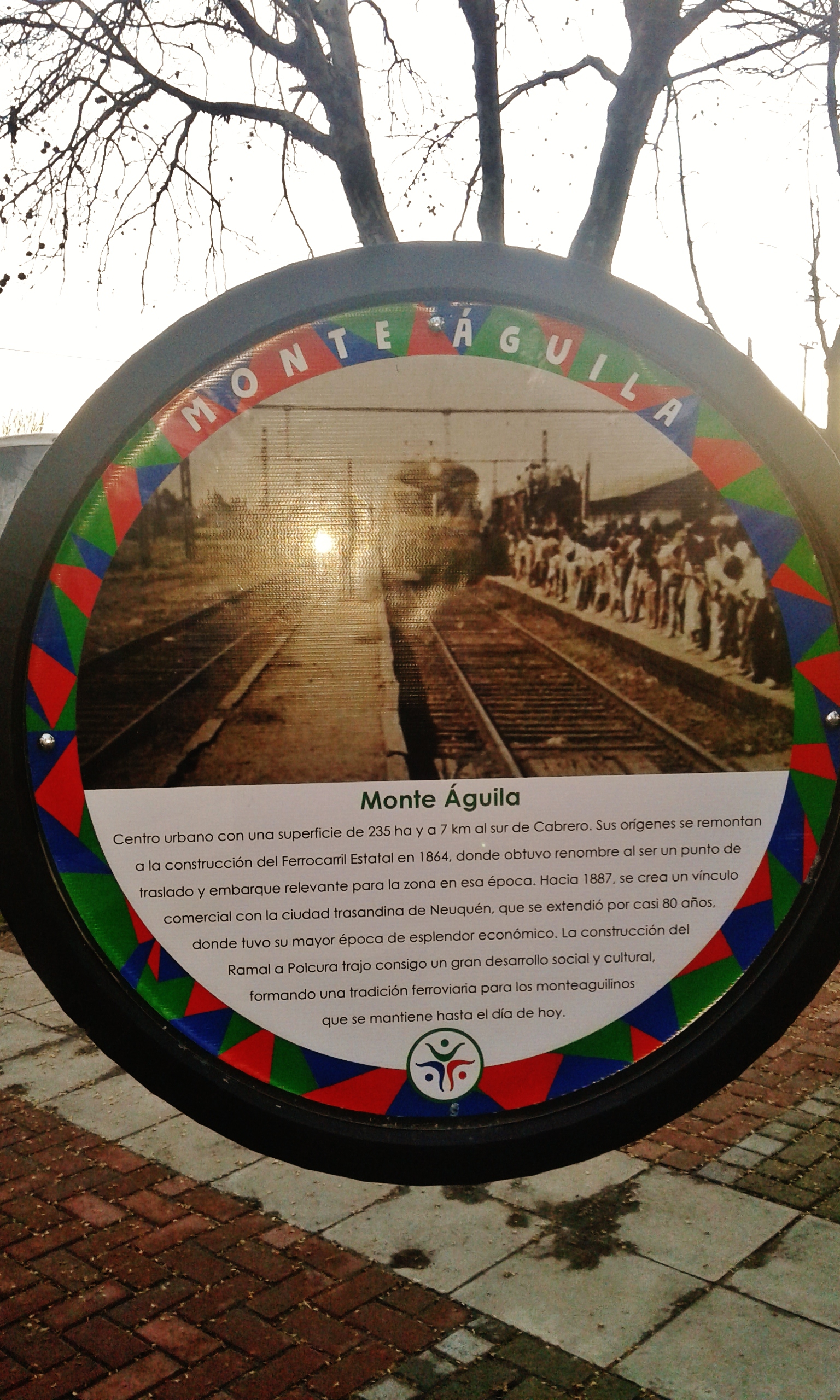
Pequeña reseña del origen de Monte Águila, en el sector histórico de la plaza de la ciudad.

Los orígenes de Monte Águila se remontan a menos de 150 años atrás. En el sector se fundó en 1873 la estación ferroviaria Monte Águila, construida junto con el Ferrocarril Estatal Curicó Talcahuano - Chillán y Angol (1864), en torno a un asentamiento rural, mencionado por primera vez en la historia por Francisco Astaburuaga en 1867, llamándolo "Fundo Monte Águila". La primera mención que se hizo de un sector rural con ese nombre en un documento oficial data de un decreto del 11 de septiembre de 1888, el que determinó las subdelegaciones de Chile, entre ellas la de Yumbel, en la cual se encontraba el distrito "Monte del Águila", dentro del Departamento de Rere. De hecho, según el historiador Tito Figueroa, el sector donde actualmente se ubica el pueblo de Monte Águila estaba en el distrito del mismo nombre de la subdelegación de Yumbel, pero sin evidencias de que existiera un poblado como tal a comienzos del siglo XX, habiendo más bien, asentamientos rurales de personas sin un núcleo definido, formándose principalmente fundos y haciendas, en territorios sin título de dominio, pero que eran habitados por población indígena.
Los primeros habitantes de este pueblo fueron un grupo de mapuches, los que vivían en medio de los territorios más arenosos y desiertos, con escasa vegetación, conocidos por su etnia como Coyunches “Gente de los arenales”, los que habitaron originalmente un extenso territorio de la actual provincia de Biobío. Dichos indígenas fueron dirigidos por el lonco Ñancomawida, quienes con su gente, no fueron aceptados en los fundos que se desarrollaron en el sector a fines del siglo XIX, al igual que los maestros carpinteros que allí trabajaron, que inicialmente tampoco pudieron asentarse allí.
Hubo varios alzamientos mapuches, con el propósito de recuperar sus territorios ocupados, desde 1880 a 1882, y por eso fue que Ñancomahuida y su gente se integraron al proceso progresivo de enajenación de la tierra, como represalia económica a los abusos y escasos cometidos por los nuevos habitantes, vendiendo los terrenos que habitaban, los que terminaron siendo comprados por los hacendados ya establecidos allí. Más tarde, el líder de aquel grupo de indígenas, Ñancomahuida, desaparece, sin saberse más de él.

### SigloXIX
Tras la guerra del Pacífico (1880), el sector sirve como punto de traslado y embarque de armamento y futuros soldados, los cuales fueron transportados en carretas y coches ferroviarios. Ya en 1887, se crea un enlace comercial entre la estación Monte Águila y la ciudad argentina de Neuquén, colindante con la región del Biobío, a través del paso Pino Hachado, el cual se extendió hasta 1968, periodo en el cual existió un gran desarrollo económico y social para Monte Águila.
En 1896, se construyó la primera capilla católica “Nuestra Señora del Carmen”, hecha completamente de madera, por un minúsculo grupo de personas, principalmente de la familia Estrada, que vivían en una pequeña aldea rural, compuesta por unas pocas casas frente a un camino de tierra. Dicho camino es la actual calle Ahumada, la principal de la ciudad, y la columna vertebral histórica de Monte Águila, que dio forma al plano inicial del poblado décadas más tarde, y que forma un trazado que cruza la ciudad, siendo junto a la plaza de Armas, contigua a la calle Ahumada, el punto de encuentro más importante de la localidad.

### SigloXX

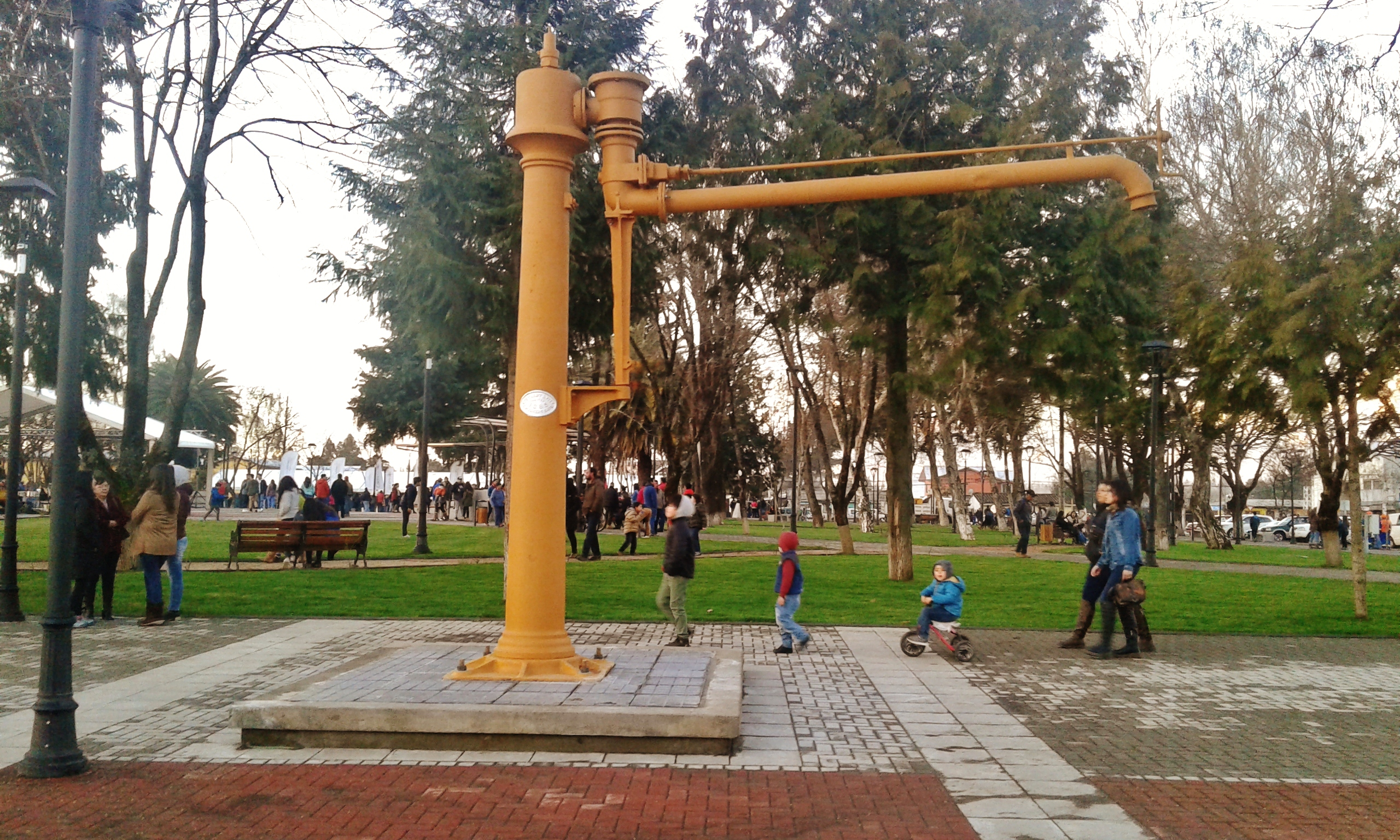
"Caballo de Agua", el cual formaba parte de la estructura ferroviaria clásica de la localidad, hoy exhibido en el sector Histórico de la Plaza de Monte Águila como reliquia histórica.

Para inicios de la década de 1900, Monte Águila era un sector rural de tan solo 91 habitantes, y no se constituía aún como un poblado definido. No obstante, años más tarde, el Ministerio de Agricultura, a través de la Caja de Colonización Agrícola (antecesora de la Corporación de la Reforma Agraria), crea la Colonia Agrícola Monte Águila, compuesta por un extenso terreno de 2.620 hectáreas vendidas por el propietario Enrique Zañartu Prieto, las que se subdividieron en 67 parcelas, lo que atrajo a agricultores chilenos y extranjeros, principalmente alemanes. Pero pese a la ayuda estatal, el proyecto no prosperó, ya que el suelo arenoso no era fértil, y sumado a los desastrosos efectos del terremoto de 1939, la mayoría de los agricultores extranjeros abandonaron la zona.

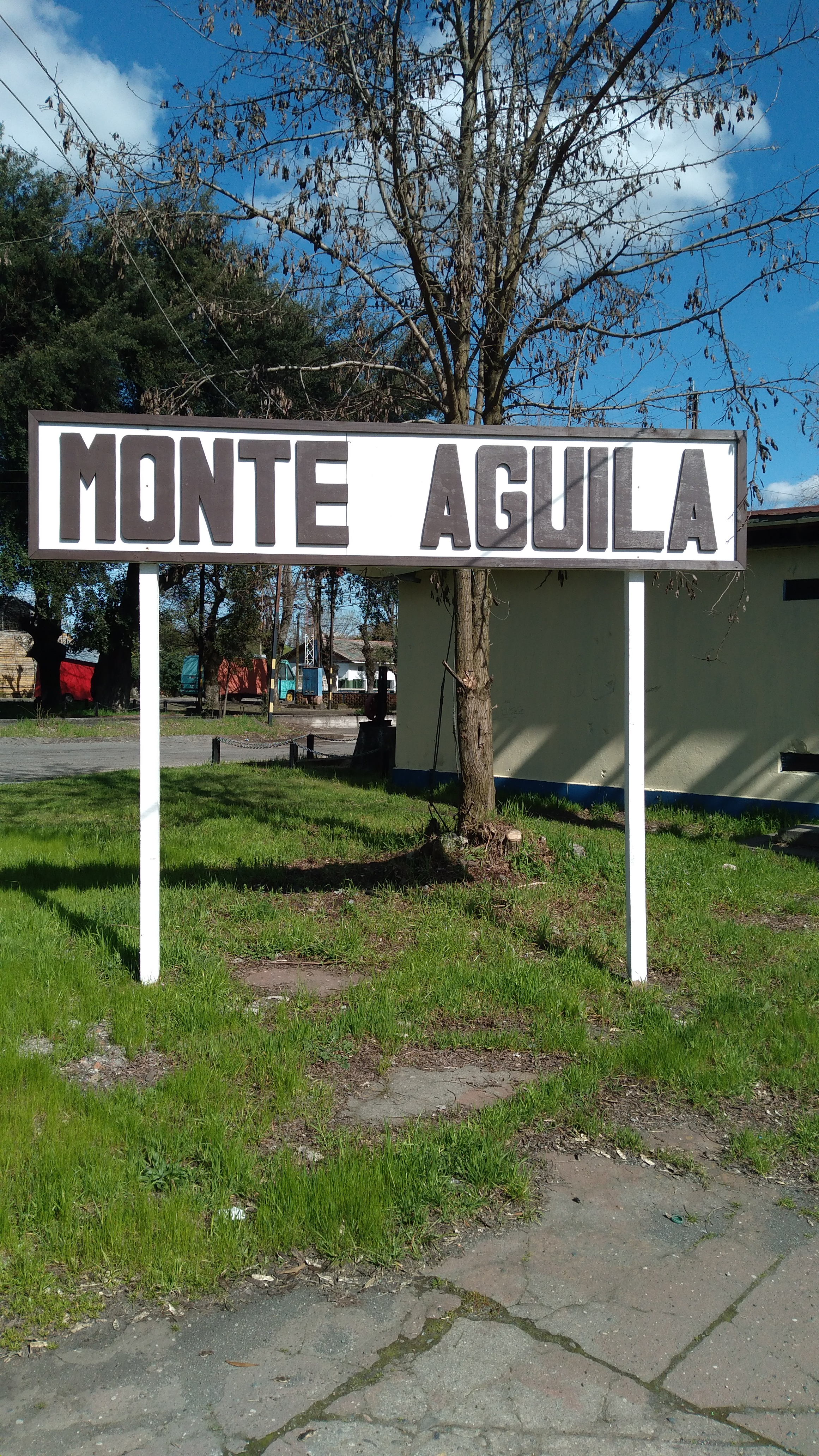
Letrero estación Monte Águila, que marcaba el inicio del Ramal Monte Águila-Polcura.

No obstante, y pese a lo antes señalado, algunos colonos perseveraron en estas tierras, y lograron explotar sus predios, llegando a tener una situación económica favorable para sus familias en formación, tales como Manuel Matus, Víctor Estrada, y Luis Zárate; junto con otros agricultores extranjeros, como el alemán Christian Suiter, y el español Florencio Arrivillaga, dueño del fundo Monte del Águila, quien tuvo en su hacienda extensas plantaciones de manzanos y pinos, y que se dedicó a la explotación de la ganadería porcina. Hoy, una de las calles principales de Monte Águila, lleva el nombre de este importante hacendado navarro. Las familias de estos colonos darían origen a la primera generación de población del creciente pueblo, que en tan solo 30 años aumentó en un 97%, llegando a los 1.000 habitantes en la década de los 30.
Sumado a lo anterior, otro importante aspecto en el desarrollo de la comunidad de Monte Águila fue el proyecto impulsado por el empresario Porfirio Ahumada y el ingeniero Carlos Viel, quienes en 1905 formaron una sociedad junto a los empresarios chilenos Martín Worman, y Horacio del Río, además de un empresario argentino de apellido Corsini, con el objetivo de levantar un ferrocarril que uniera Chile con Argentina, para fortalecer el enlace comercial ya existente con la provincia trasandina de Neuquén. El proyecto no lograría prosperar, tardándose varios años en iniciar, y finalmente fracasando, cuando el concesionario del mismo se declaró insolvente en 1911.
Sin embargo, a pesar de que el proyecto no cumplió su propósito, los evidentes avances en la industrialización ferroviaria potenciaron a Monte Águila, convirtiendo a su estación de ferrocarriles en una conocida nacional e internacionalmente, dando origen a un periodo de bonanza económica, que finalmente terminaría a inicios de los 80, con la decadencia del ferrocarril. El legado de Porfirio Ahumada y Carlos Viel se mantienen en la localidad, ya que la calle más antigua y la principal de Monte Águila, hoy lleva el apellido del empresario "Ahumada", mientras que otras de las calles más antiguas, que es paralela a la calle colindante con el recinto estación, y que alberga a varias de las instituciones educativas de la localidad, recibe el nombre “Carlos Viel”, en homenaje al ingeniero que profesionalizó y mejoró el crecimiento de la estación Monte Águila, y su infraestructura ferroviaria. 
Para el historiador Tito Figueroa Mora referirse a Monte Águila “es recordar el antiguo ramal que partía desde la estación del pueblo hasta Polcura, recorriendo 72 km de paradero en paradero y de pueblo en pueblo”.

### Traspaso de Yumbel a Cabrero, y Comité Pro Comuna de Monteáguila (1979-presente)

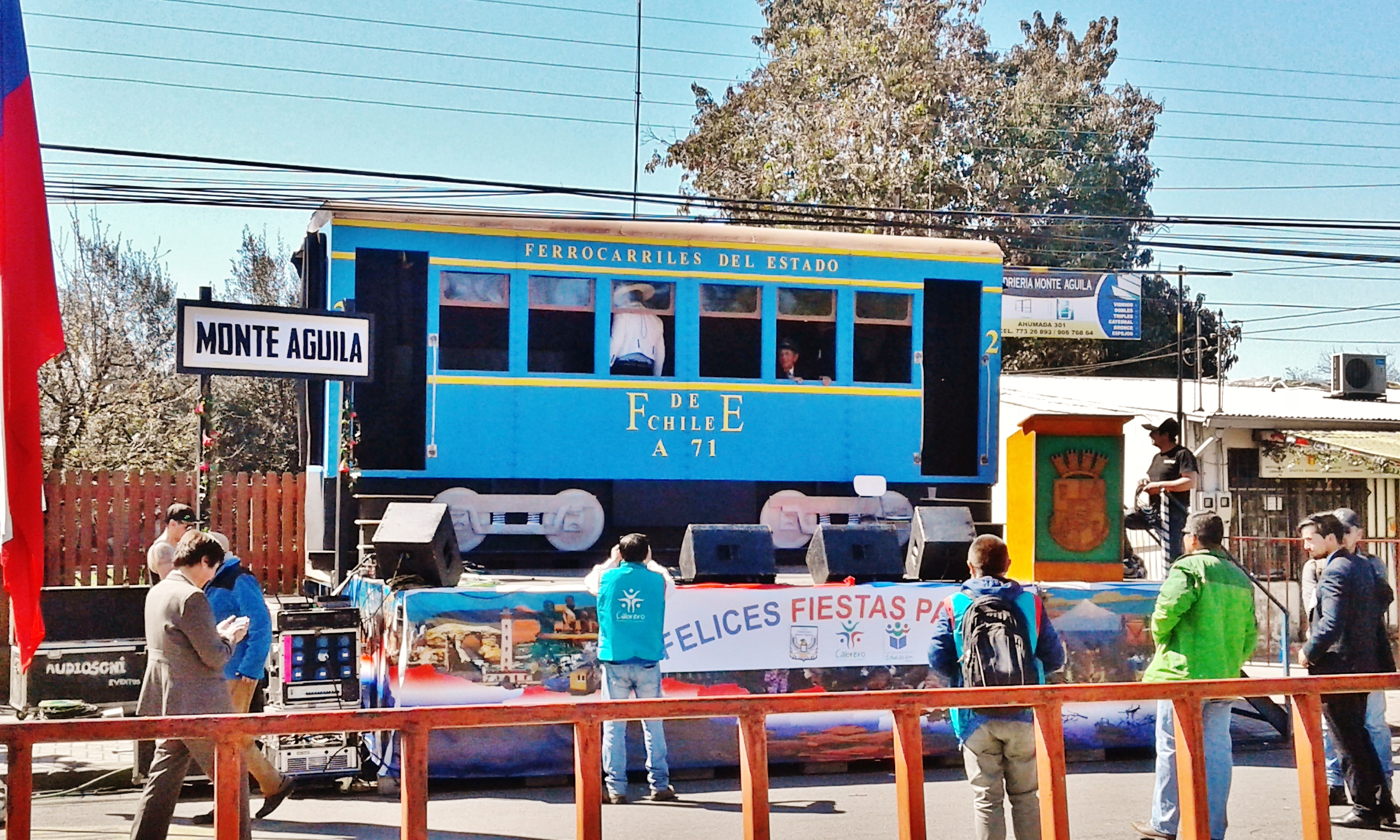
Representación de un carro de tren, elemento identitario de la ciudad, durante un desfile de Fiestas Patrias.

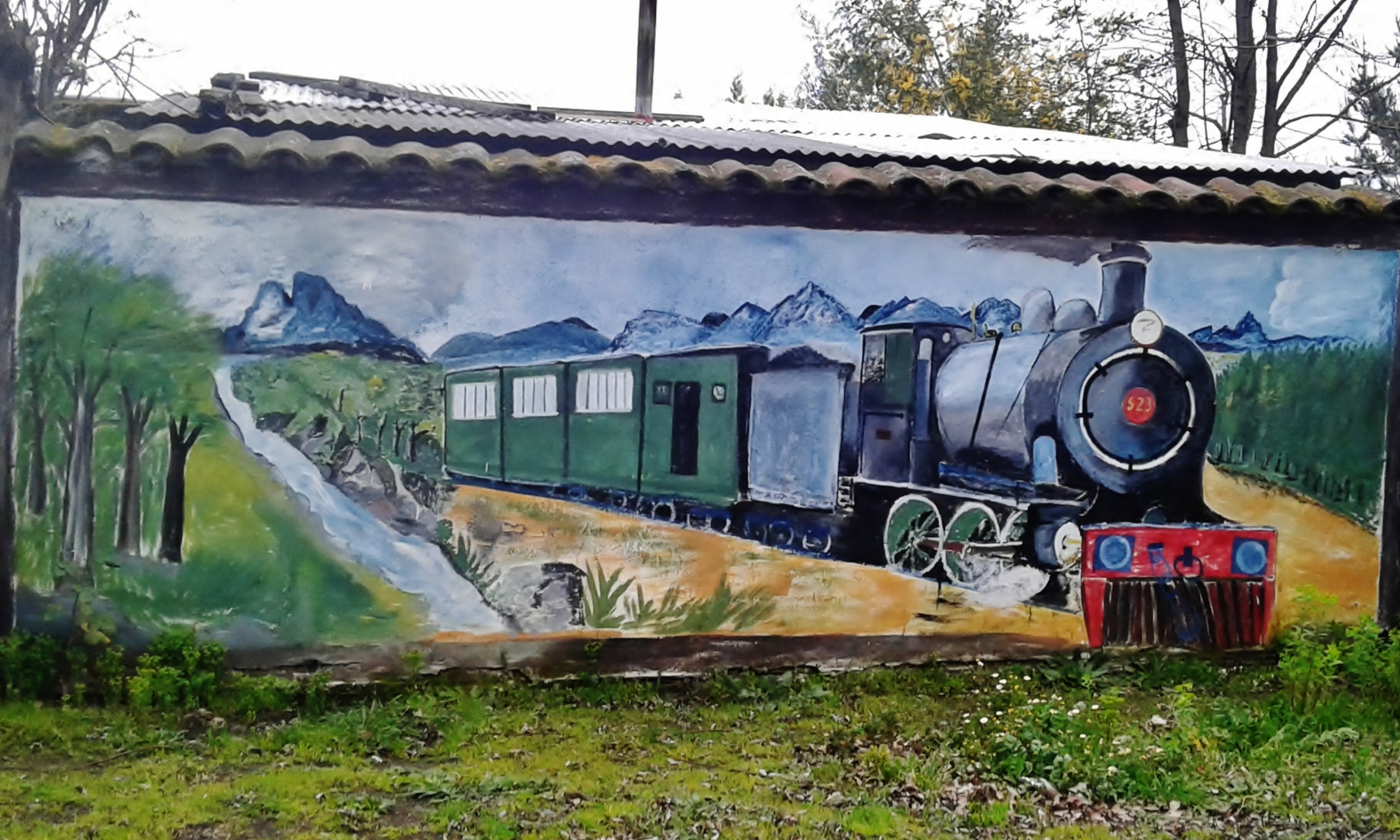
Representación de la clásica locomotora, por Raúl Caces Torres.

A partir de 1979 toda la zona ubicada al poniente de Río Claro pasa a la administración de la Comuna de Yumbel, mientras que las localidades de Monte Águila, Charrúa, Chillancito y Salto del Laja se integran a la comuna de Cabrero, quedando así estructurada la comuna como se conoce actualmente, conforme al decreto Ley 2.868, dictado durante el Régimen Militar. Al no tener Monte Águila una administración central, y estar siempre subordinado a una comuna más grande designada por el Gobierno, sin dar posibilidad de una autodeterminación de sus vecinos, han hecho que los monteaguilinos sientan desde siempre una situación descrita por ellos de "abandono".
Desde los años 90, en la ciudad ha existido un fuerte sentimiento independentista, debido al crecimiento de su población; por la poca inversión de dinero y proyectos en el territorio por parte de la primera administración comunal en democracia, del alcalde democratacristiano Hasan Sabag Castillo (1992-2012), y por la identidad propia de la ciudad de Monte Águila, en donde sus habitantes no se identifican con la capital de su comuna, Cabrero. Por esta razón, la ciudad ha presentado dos proyectos ante la SUBDERE, con el fin de ser comuna, en los años 2006, y en el año 2015, con el apoyo de la diputada Loreto Carvajal.Además, han existido proyectos para crear símbolos identitarios para Monte Águila. Los más importantes son los impulsados por el Comité Pro Comuna de Monteáguila, el cual en el año 2006, con el apoyo de concejales de la zona, presentó los antecedentes a la Subsecretaría de Desarrollo Regional de la Región del Biobío, quién determinó como factible el proyecto, pero este no prosperó, y en 2015 volvió a presentarse un proyecto similar.
A partir de la administración como alcalde de Cabrero del político independiente Mario Gierke Quevedo (2012-2024), quién es originario de la ciudad, Monte Águila experimentó un crecimiento y avance significativo, llegando a contar con variados servicios que antes no tenía, como cajeros automáticos; la remodelación completa del parque Plaza de Armas de Monte Águila, y la construcción de centros médicos, recreativos, sedes sociales, pavimentación de calles y renovación de tendido eléctrico, los cuales produjeron que el sentimiento independentista disminuyera. Sin embargo, desde la elección en 2024 como alcalde de Cabrero de Yusef Sabag Araneda, sobrino del anterior alcalde Hasan, el cual no obtuvo mayoría en los comicios dentro de la ciudad de Monte Águila pese a ser mayoría comunal, el sentimiento independentista ha renacido, debido a la falta de representatividad que la ciudad de Monte Águila alega, en comparación con Cabrero.

## Geografía
La localidad está localizada geográficamente en la Depresión Intermedia, a 6 km al sur de la ciudad de Cabrero, a 12 km al este de la ciudad de Yumbel, y a 78 km al suroeste de Concepción. La altitud de Monte Águila es 115 m.s.n.m 
La localidad fue severamente afectada en sus primeros años por el terremoto de 1939, lo que destruyó gran parte de las casas, incluyendo a la capilla local. Recientemente la ciudad fue afectada por otros fenómenos no sismológicos como una gran inundación, debido a las fuertes lluvias de julio de 2019.

## Demografía
El historiador Tito Figueroa sostiene que a partir del censo de 1907, puede tenerse una estadística demográfica oficial para el poblado, contando en ese entonces con 91 habitantes. Sin duda, el Ferrocarril del Sur, la construcción del Transandino y el aumento de la productividad de las haciendas de la zona dieron vida a este núcleo urbano. Prueba de lo anterior fue su acelerado crecimiento poblacional, llegando en la década del 30 casi a mil habitantes y duplicándose 30 años más tarde. Según el censo de 1992, en ese entonces contaba con 5207 habitantes y más tarde, según el Censo de 2002, Monte Águila tenía 6.090 habitantes.
Según el Censo de 2017, que es el más reciente a la fecha, tiene una población de 6.574 habitantes, de los cuales se distinguen:
| Total | Hombres | Mujeres | Número de viviendas |
| ----- | ------- | ------- | ------------------- |
| 6.574 | 3.166   | 3.408   | 2.447               |

Cabe destacar que, con base en la categorización del Instituto Nacional de Estadísticas, Monte Águila es una ciudad, debido a que sobrepasa los 5.000 habitantes.

## Religión
Monte Águila ha sido un pueblo tradicionalmente cristiano, siendo la capilla "Nuestra Señora del Carmen", la cual data de fines del siglo XIX, la iglesia más antigua de la localidad, siendo al principio de madera, y luego de un accidente que provocó un incendio que la destruyó, se hizo la actual construcción de cemento que persiste hasta hoy.  Pertenece a la arquidiócesis de la Santísima Concepción, y es dirigida por el párroco de Cabrero, desde la parroquia Santa Filomena.

También, en las últimas décadas, ha crecido mucho el número de fieles evangélicos, principalmente del movimiento pentecostal, siendo algunas congregaciones las pertenecientes a la Iglesia Metodista Pentecostal de Chile (IMPCH), la Corporación Ejército Evangélico de Chile,la Iglesia Pentecostal de Chile, y la Iglesia Evangélica Pentecostal (IEP)También, hay iglesias minoritarias con templos en Monte Águila, como la Iglesia Adventista del Séptimo Día, y la organización de los Testigos de Jehová.

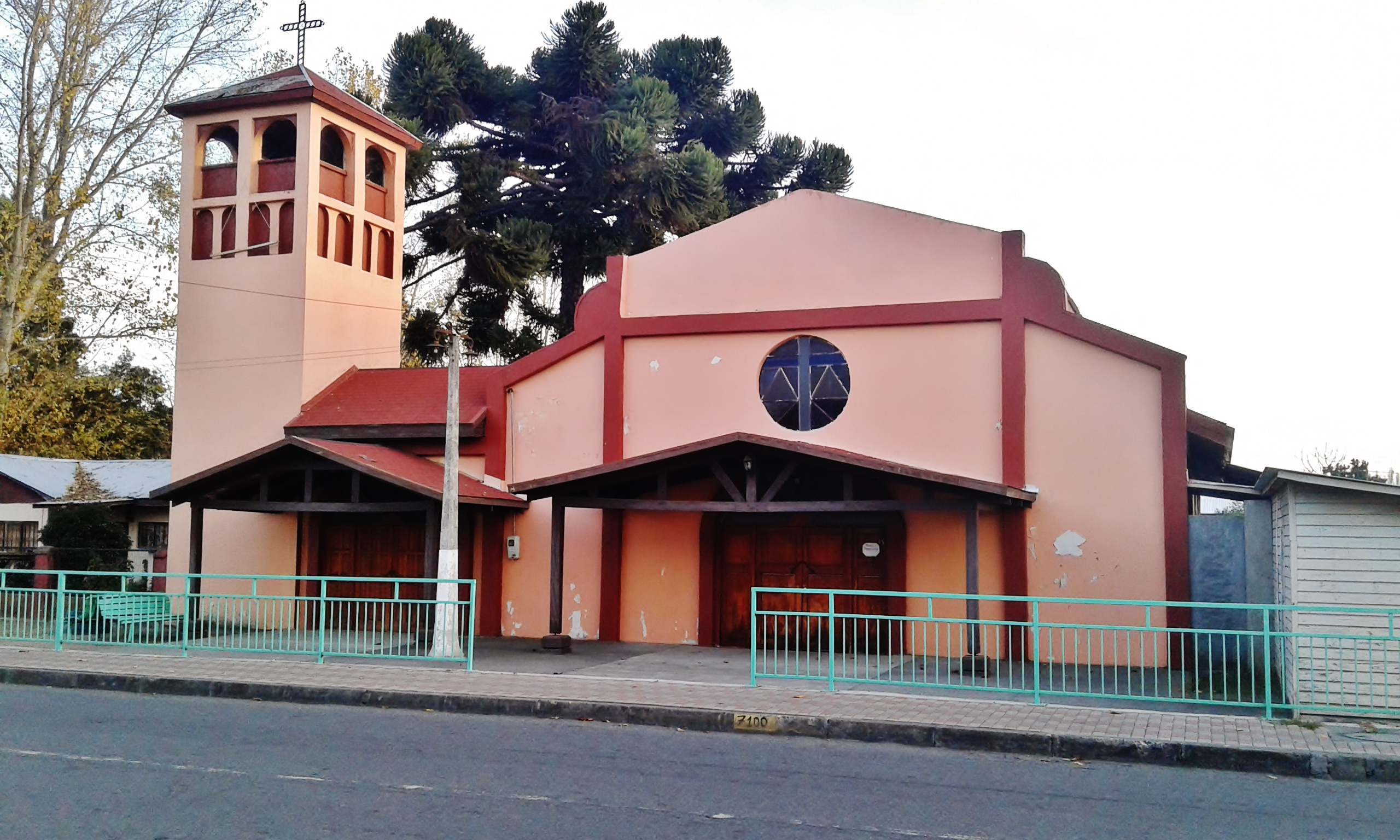
Capilla Nuestra Señora del Carmen
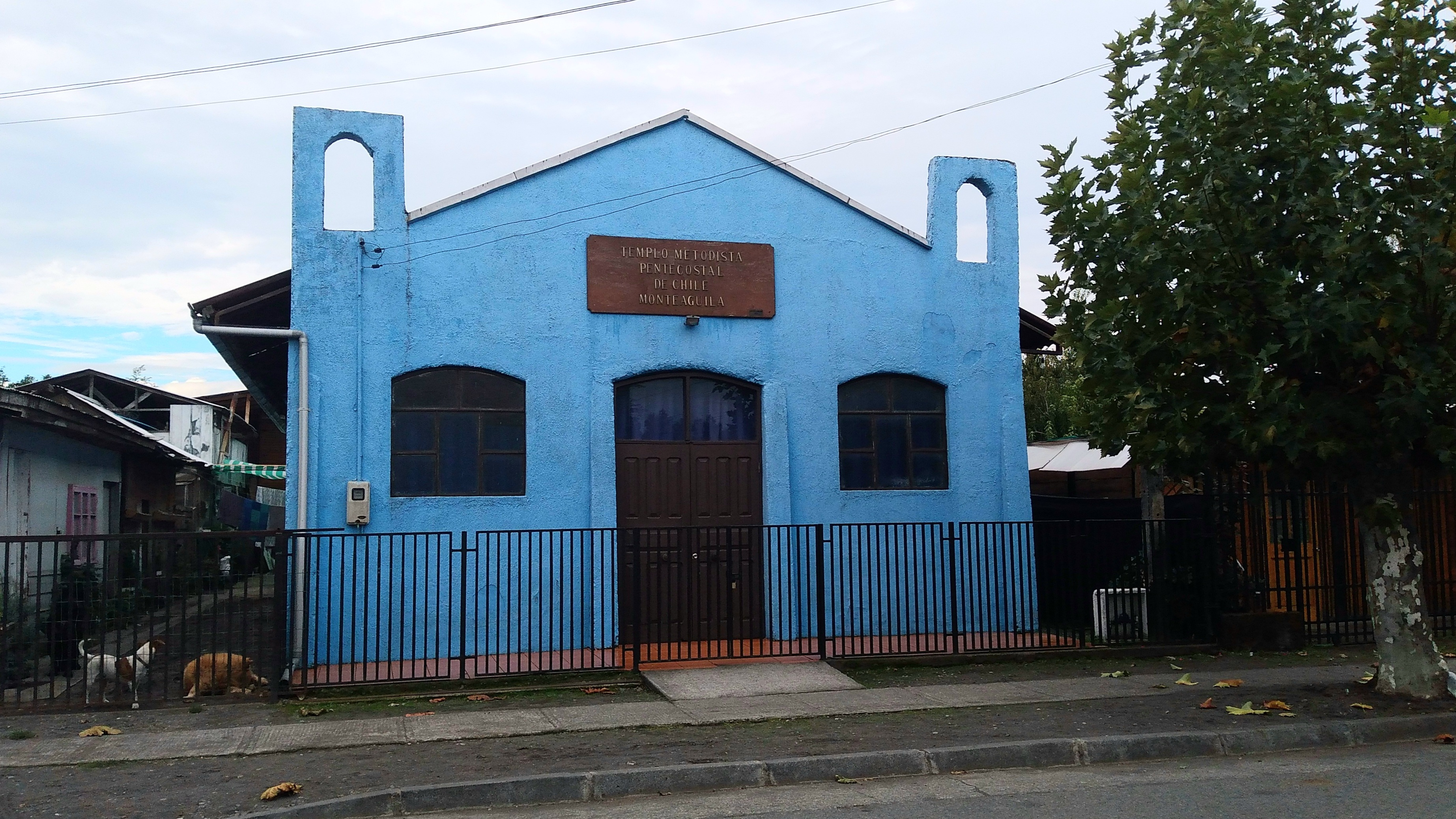
Iglesia Metodista Pentecostal de Chile (IMPCH)

## Deporte

### Disciplinas deportivas

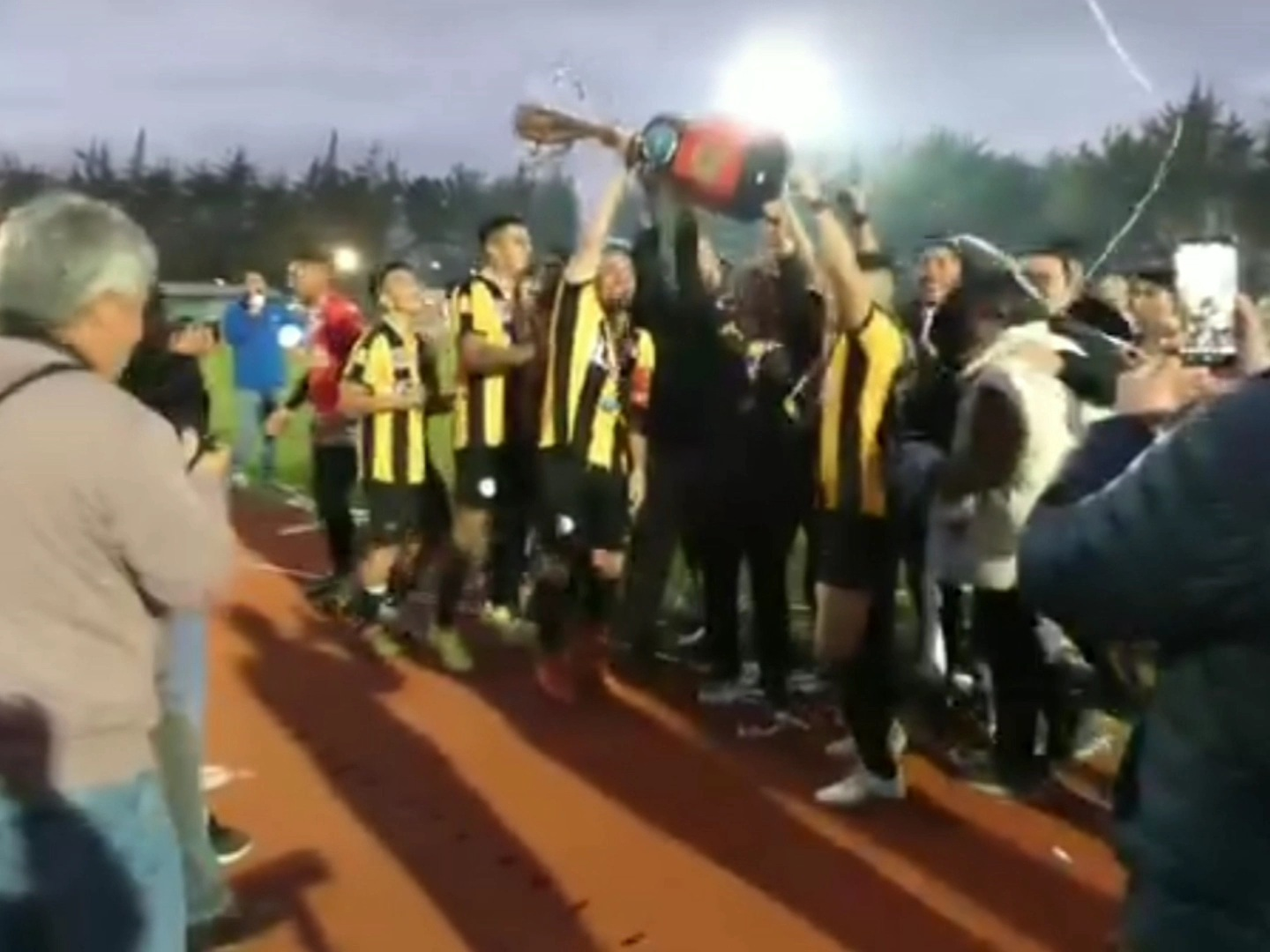
Equipo de Fútbol Ferroviarios de Monte Águila, celebrando su título como Campeón Serie Regional ANFA 2023.

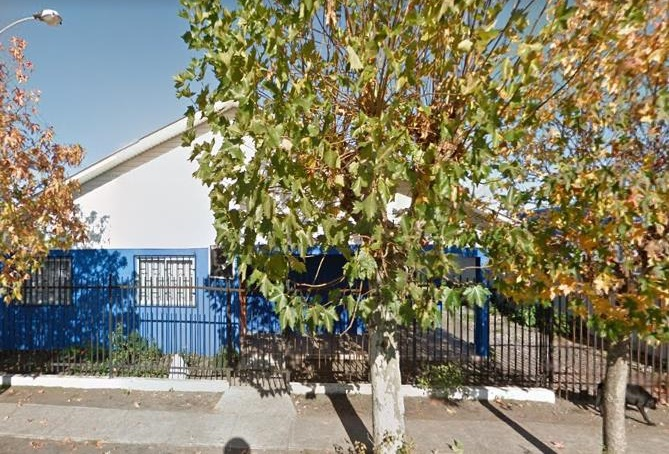
Sede del Club Deportivo "El Águila", de Monte Águila.

En Monte Águila el deporte más popular es el fútbol, el cual se refleja principalmente en la existencia de dos clubes en la ciudad “Ferroviarios de Chile” y “El Águila”, equipos rivales que juegan en la Asociación local de fútbol a la que pertenecen, que es la Asociación Bio-Bio (Yumbel) dentro de la Asociación de Fútbol Amateur ANFA. Ambos equipos ejercen localía en el estadio municipal de Monte Águila. Estos clubes de fútbol se caracterizan por ser sedes sociales reconocidas por su trabajo en la ciudad, siendo parte importante en su desarrollo, tanto social como deportivo.
Cabe destacar además que Monte Águila ha sido la ciudad de origen de futbolistas como Edgardo Abdala, Justo Farrán y Luis Chavarría.
Monte Águila ha sido durante los últimos años un importante centro de práctica de roller, teniendo club propio llamado “Roller Monte Águila”, donde sus integrantes oscilan entre 3 y 30 años de edad, y practican a día de hoy en el Patinódromo de Cabrero, aunque hay planes para la construcción de uno en Monte Águila. A fines de 2017 el equipo logró dos vicecampenatos y dos terceros lugares en la última fecha disputada.
Durante las Fiestas Patrias, se hacen competencias de carreras de automóviles amateur, llamadas piques ¼ de milla. La práctica de esta disciplina ha sido criticada, dado que la ciudad no dispone de la seguridad necesaria para la práctica de este deporte. Esto quedaría demostrado el pasado septiembre de 2019, cuando durante dicha competencia ocurrió una accidente que provocó cuatro lesionados.

### Recintos deportivos

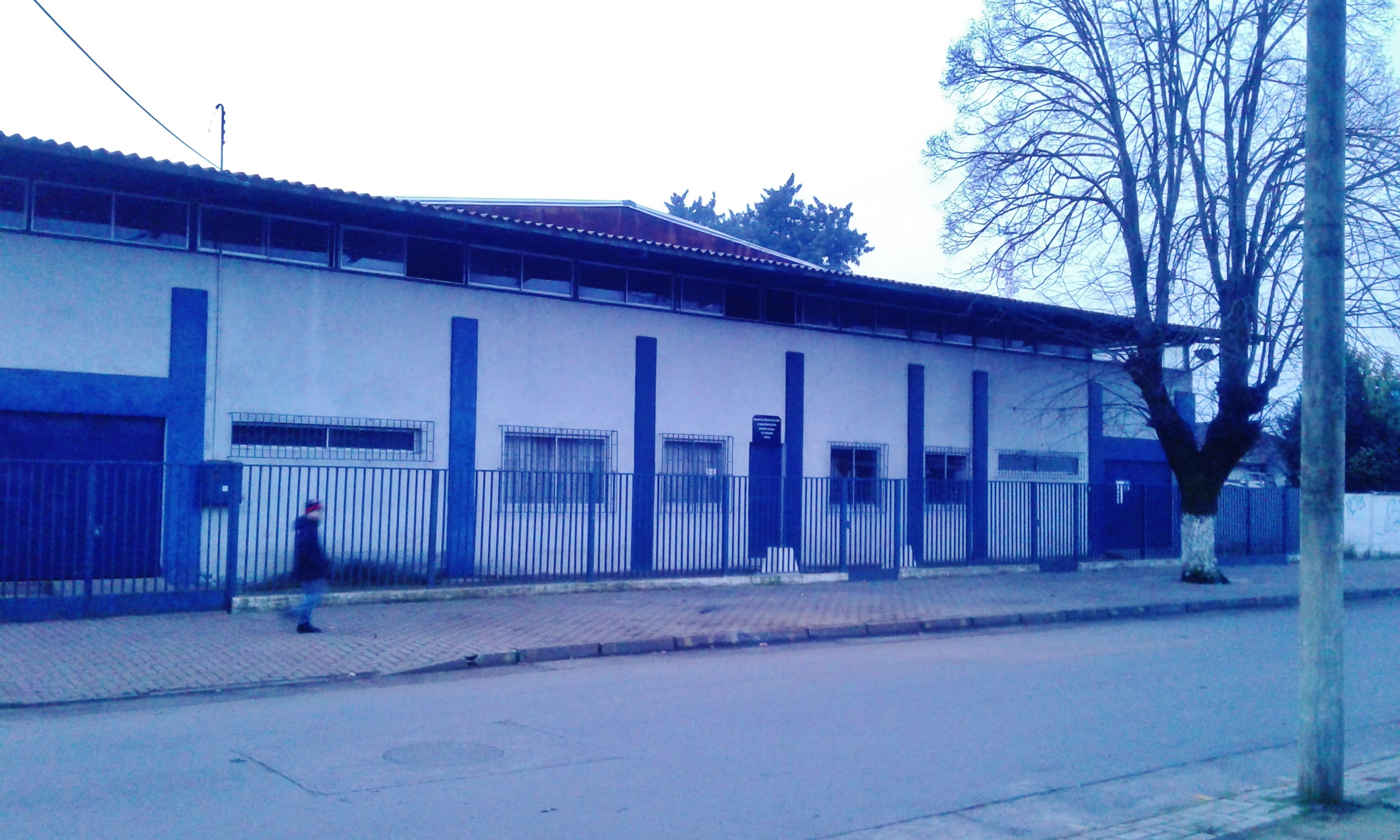
Gimnasio municipal de Monte Águila

En la calle Carlos Viel, a un costado del anexo de la Escuela Orlando Vera, se encuentra el gimnasio municipal de Monte Águila, recinto público multiusos, el cual es usado mayormente para actividades deportivas, principalmente patín en línea, básquetbol y otras disciplinas deportivas variadas. El gimnasio suele ocuparse también para muestras artísticas, como Muestras Folclóricas (principalmente en septiembre), espectáculos recreativos y conciertos, estos últimos en especial como marco de celebraciones como el Verano Monteaguilino.

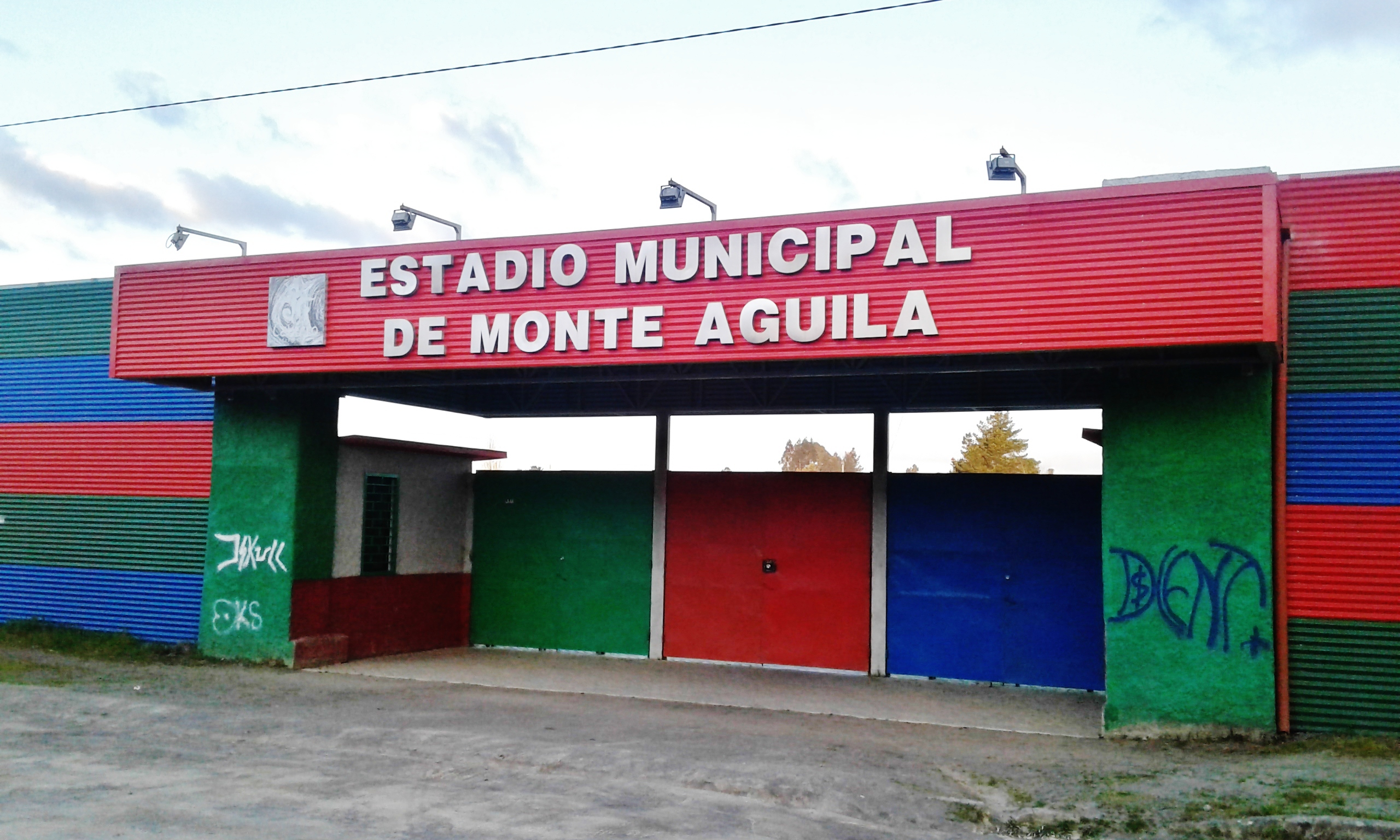
Estadio municipal de Monte Águila.

Monte Águila cuenta con su propio estadio, el cual se encuentra al noroeste de la ciudad. Durante un tiempo, este se mantuvo descuidado, lo cual motivó a que fuera remodelado y reinaugurado en 2016, el cual procedió a sustituir el pasto natural por pasto sintético, y cambiar por completo el estadio, el cual recibió al certificación de la FIFA. En el estadio se juega fútbol principalmente, y en ejercen localía los dos equipos locales de la ANFA: “Ferroviarios” y “El Águila”, equipos rivales que juegan en la Asociación local de fútbol a la que pertenecen, que es la Asociación Bio-Bio (Yumbel). También en el mismo estadio ejerce localía ocasionalmente el equipo cabrerino de tercera división B de Chile Comunal Cabrero.
El complejo deportivo de Monte Águila  es un recinto municipal ubicado a pasos del estadio. En él también se suelen hacer actividades deportivas ocasionalmente. Incluye un extenso terreno, además de un gimnasio propio. En el último tiempo, dicho recinto es ocupado principalmente para cosas ajenas al deporte mismo, como eventos, tales como La Cruz de Mayo o las Ramadas, en Fiestas Patrias.
En el mismo recinto, suelen hacerse anualmente carreras de autos, conocidas como piques ¼ de milla, también durante el periodo de Fiestas Patrias. Estas se hacían sobre tierra, en la calle contigua al estado, pero actualmente la calle está pavimentada.

## Medios de comunicación
La ciudad cuenta con un canal de televisión propio, el Canal 11 Televisión, disponible en TV Cable del Sur en el canal 11, en Monte Águila, Cabrero, y otras ciudades y pueblos de la provincia de Biobío como Yumbel, Laja, San Carlos de Purén (Los Ángeles), y Mulchén.

### Radioemisoras
FM
- 91.9 MHz - Radio Supernova
- 94.3 MHz -  Radio Central
- 94.9 MHz -  Radio Cadena Sur
- 96.5 MHz -  Radio La Mexicana
- 99.3 MHz - Radio Creación
- 100.1 MHz - Radio Karina
- 107.1 MHz - Radio Conexión
- 107.5 MHz - Radio Stación X
- 107.9 MHz - FM Diez

### Televisión
TDT
- 3.1 - La Red HD
- 6.1 - TVN HD
- 6.2 - NTV
- 9.1 - Mega HD
- 9.2 - Mega 2
- 11.1 - Chilevisión HD
- 11.2 - UChile TV
- 13.1 - Canal 13 HD
- 13.2 - T13 En Vivo

Cable
- Juntos TV (Yumbel)
  - Mundo Pacífico: Canal 774 (HD)[51]
- TVC Mi Canal (Cabrero)
  - TV Cable del Sur: Canal 4 (SD)[52]
- Canal 11 Televisión (Monte Águila)
  - TV Cable del Sur: Canal 11 (SD)[52]